# Anoop Mukundan
Anoop Mukundan (* 11. Oktober 1957) ist ein ehemaliger tansanischer Hockeyspieler.
Mukundan nahm mit der Tansanischen Hockeynationalmannschaft an den Olympischen Spielen 1980 in Moskau teil. Die Mannschaft verlor alle Spiele und belegte den sechsten und letzten Rang.